# Symeon I.
Simeon I. (864 nebo 865 – 27. května 927) byl bulharský kníže, později první bulharský car, jeden z nejvýznamnějších panovníků staré bulharské říše, za jehož vlády dosáhl bulharský stát největšího rozmachu a politického významu; dokončil poslovanštění Bulharů; třetí (nejmladší) syn Borise I.

## Nástup na trůn
Jako mladší syn panovníka byl Simeon předurčen ke dráze církevního hodnostáře. Byl proto poslán do Konstantinopole, aby tu získal dobré vzdělání. Toho se mu vrchovatou mírou dostalo ve dvorní škole v paláci Magnaura. Pobyt v prostředí bohaté a kulturně vyspělé byzantské společnosti ho později vedl k rozhodnutí povznést Bulharsko na úroveň Byzance a vytvořit jednotný byzantsko-slovanský stát s centrem v Konstantinopoli, kterému by vládl jako císař. O to usiloval celý život.
Roku 889 se Simeonův otec Boris I. vzdal trůnu ve prospěch staršího syna Vladimíra a odešel do kláštera, kde žil i Simeon. Vladimír nebyl schopným panovníkem, navíc se pod vlivem svých přátel klonil k pohanství a začal pronásledovat křesťany. Na Simeonův podnět opustil Boris klášter, vstoupil do zbraně a svého syna svrhl. Potom povolal celé své království a králem ustanovil svého mladšího syna, jak zaznamenal franský kronikář Regino z Prümu. Poté se vrátil do kláštera, kde prožil ještě mnoho let (zemřel roku 907).

## Války s Byzancí

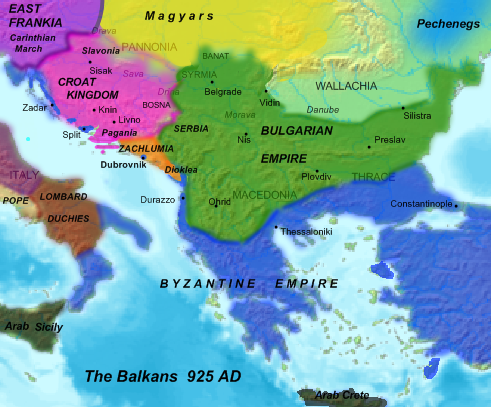
Bulharská říše za Simeona

Nedlouho po svém nástupu na trůn využil Simeon zaneprázdnění Byzance v bojích proti Arabům a pod záminkou poškození bulharských obchodních zájmů na Bosporu proti Byzanci zaútočil. Císař Leon VI. byl roku 894 poražen a vyzval k útoku proti Bulharsku kočovné Maďary, vedené náčelníkem Arpádem. Simeon se poté spojil s jinými nomádskými kmeny, Pečeněhy. Roku 895/896 porazili Bulhaři Byzanc u Bulgarofylonu. Poté však Simeon projevil vzhledem k potenciálnímu maďarskému nebezpečí v Panonii ochotu uzavřít mír a spokojil se s placením tributu.
Simeon dále rozšiřoval svoje panství na balkánské půdě. Příležitost dosáhnout cíle, jejž si předsevzal, se mu naskytla po roce 912, kdy zemřel Leon VI. a vládu místo jeho šestiletého syna Konstantina převzal bratr Alexandr, který odmítl platit Bulharům sjednané poplatky. Toho využil Simeon k výpravě proti Byzanci. V létě 913 stanulo jeho vojsko pod hradbami Konstantinopole. Překonat je se však zdálo Simeonovi téměř nemožné. Ale ani Byzanc si v situaci, kdy byla oslabena spory o regentství za malého Konstantina VII. Porfyrogennéta, nemohla dovolit válku s Bulhary. Proto vznikla na obou stranách vůle k dohodě. Jednání se ujal patriarcha Nikolaos Mystikos, který stál v čele regentské rady. Tajně korunoval Simeona vložením svojí vlastní pokrývky na jeho hlavu bulharským císařem (basileus tón Bulgaron – bulharsky car z latinského caesar) a slíbil mu, že se mladý Kónstantinos ožení s jeho dcerou. Simeonův úspěch neměl dlouhého trvání, neboť poté, co vešla jeho dohoda s patriarchou ve známost, vzbudila velký nesouhlas, především u příznivců císařovny regentky. Slíbený sňatek nebyl uskutečněn, a tak Bulhaři znovu zaútočili na byzantské území, kde dobyli Adrianopolis (914), zpustošili Thrákii a roku 917 zničili byzantské vojsko u Anchialu (Pomorje). Zájmy Bulharska a Byzance se v té době střetly také na srbské půdě, v knížectví Raška.
V napjaté situaci, která panovala v Byzanci po vpádu Simeona, se roku 919 zmocnil císařského paláce v Konstantinopoli pod záminkou ochrany mladého panovníka schopný vojevůdce, admirál Roman Lakapenos. Konstantina oženil se svojí dcerou Helenou a poté se sám nechal korunovat císařem. Dosáhl tak postavení, o které marně usiloval Simeon. S tím se však Simeon nechtěl smířit a znovu vytáhl proti Byzanci. Roku 924 se dostal až ke Konstantinopoli a pokoušel se dohodnout s Araby na společném útoku proti městu, ale byzantská diplomacie dokázala toto nebezpečí odvrátit. Osobní rozmluva s Romanem I. učinila konec jeho ambicím. Roman byl ochoten uznat Simeona za bulharského cara, ale titul císaře Bulharů a Římanů, který si bulharský vládce uzurpoval, mu nepřiznal a odmítl s ním uzavřít novou smlouvu.

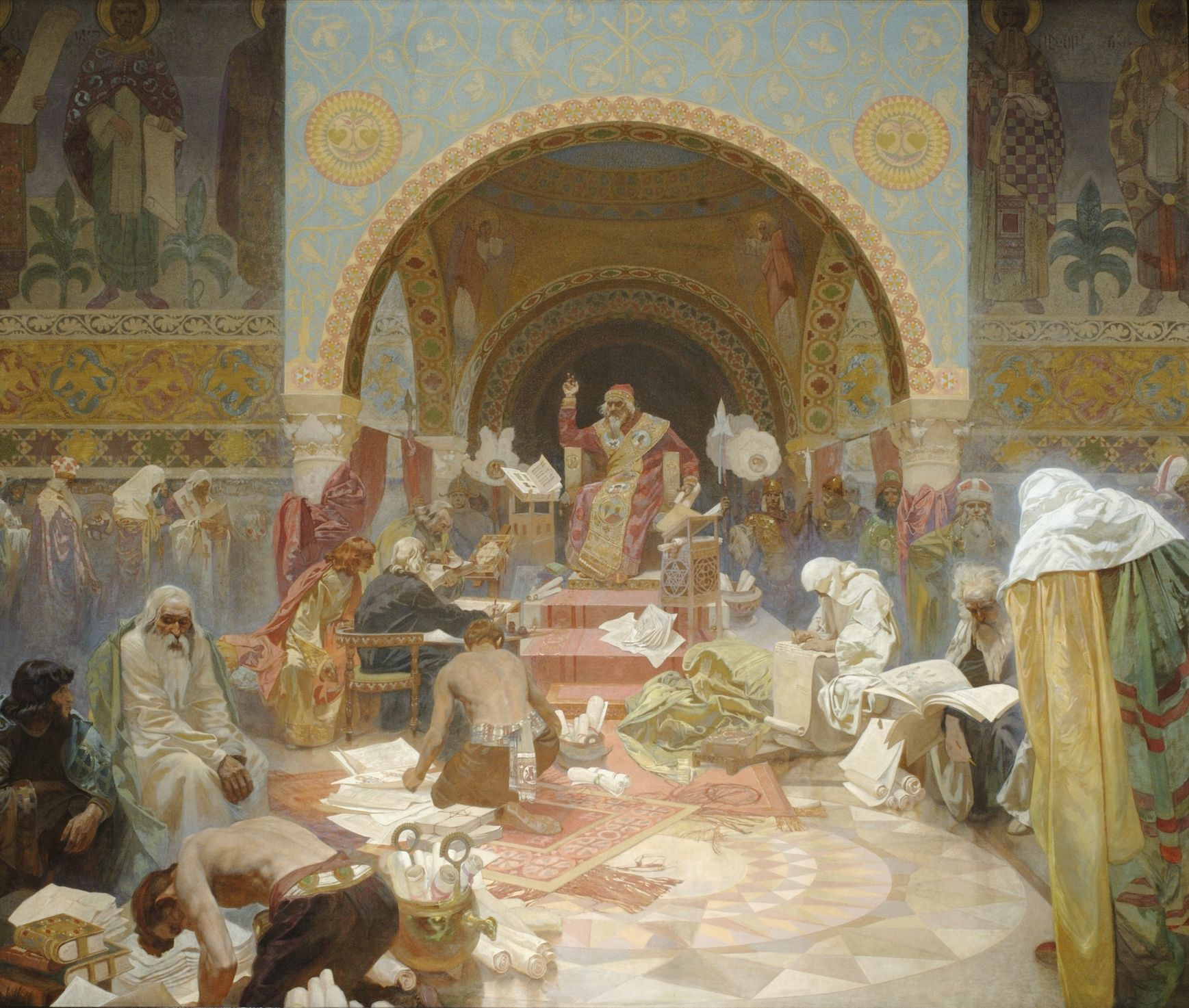
Obraz Car Simeon Bulharský z cyklu Slovanská epopej od Alfonse Muchy, 1923

Během dalších bojů se ukázalo, že Bulhaři tentokrát přecenili svoje síly. Roku 924 byli poraženi Srby, nicméně Simeonovi se poté ještě podařilo zpustošit Rašku, vyhnat odsud část obyvatelstva a připojit její území k bulharskému státu. Roku 926 však utrpěl první bulharský car těžkou porážku od chorvatského krále Tomislava, kterého získala za svého spojence Byzanc, a krátce nato zemřel.
Za vlády Simeonova syna Petra I. (927–969) se projevila velká vyčerpanost Bulharska, způsobená vleklými dobyvačnými válkami jeho otce.

## Rozvoj staroslověnské kultury
Roku 894 prohlásil Simeon řeč bulharských Slovanů za státní jazyk a zavedl ho do církve a škol. Poslovanštění Bulharů se tak stalo definitivním. Ve své zemi přijal Metodějovy žáky vyhnané z Moravy a poskytl jim důležitá místa v církvi. V důsledku rozvoje kultury, ke kterému poté došlo, bývá toto období označováno jako zlatý věk bulharského písemnictví. Jeho centrem se stalo nové hlavní město Preslav, které Simeon založil.